# KNM Troll (1910)
«Тролль» (норв. KNM Troll) — норвежский эскадренный миноносец типа «Дрёуг», второй по счёту эсминец данного типа.

## История
При закладке получил номер 104. Был построен в 1910 году и через два года вошёл в состав норвежского флота. Долгое время состоял на службе флота, в 1940 году впервые принял участие в боевых действиях против немцев. 9 апреля 1940 базировался в городе Молёй в 1-й дивизии эсминцев 2-го военно-морского округа, где и вступил в первые в бой, обороняя Согнефьорд.
1 мая было подписано распоряжение о скорейшей передаче эсминца в состав КВМС Великобритании, чтобы не допустить его передачи немцам, однако передать корабль не удалось: 4 мая был спущен флаг, а через две недели немцы захватили корабль. Сохранив его старое имя, они поставили новый двигатель и провели капитальный ремонт корабля. Он простоял большую часть войны в Бергене, квартале Ласкевог. В 1945 году эсминец был возвращён норвежцам, но через четыре года отправился на слом, поскольку уже устарел к тому моменту.